# Амалекітяни

Територія амаликитян на південно-західному кордоні Палестини

Амаликитя́ни або Амалекі́ти (івр. עֲמָלֵק, Amalek) — кочове плем'я ідумейського походження, що мешкало в стародавній Палестині I тисячоліття до н.е. Кочувало на півдні Ханаану, між Едомом і Єгиптом, а також між Мертвим морем і гірською територією Сеїра, що відповідає території Синайського півострова і пустелі Негев. У Танасі (Старому Заповіті) описуються як запеклі вороги Ізраїля. З часом розчинилися у єврейсьму народі. У єврейській пост-біблійній релігійній традиції — загальна назва для позначення ворожих євреям народів або груп — вірмен, нацистів, палестинців тощо.

## Походження
Амаликитяни є нащадками Авраама і Сари через онука Ісава — Амалика (грец. Αμαλήκ — (1 Хр. 1:36).

## Вороги Ізраїля
Ізраїльтяни зіткнулися з ними відразу ж після виходу з Єгипту і переходу через Червоне море (Вих 17:8). Пророк Самуїл ініціював каральний рейд ізраїльського царя Саула проти амаликитян, які до того часу мали осілі поселення і централізоване управління (1Цар 15:7). Перейшовши на бік філістимлян, Давид зі своєї бази в місті Гат також робив грабіжницькі рейди проти Амалика (1Цар 27:8).
Згідно з представленням юдаїзму, потомство Амалика існує, поки існує потомство Ізраїлю. Всевишній дозволяє існувати потомству Амалика для того, щоб Ізраїль не зійшов з вірного шляху. Як тільки Ізраїль змінює свій вірний шлях, тобто грішить, то відразу посилюється потомство Амалика, тобто нащадки Амалика володарюють, тероризуючи Ізраїль. Потомство Амалика слабшає тільки тоді, коли Ізраїль повертається на праведний шлях.

### Книга Есфір
У Стародавній Персії нащадок Амалика — Аман був візиром при царі Ахашвероша. Згідно з Біблією, із заздрості до поміченого царем Мордехая, родича Есфіри, Аман обманом видав указ царя, який дозволяв знищення всіх євреїв на території Перської імперії. Однак на прохання цариці і Мордехая, який колись врятував життя цареві, був виданий додатковий указ, який дозволяв євреям захищатися, а сам Аман і його сини були повішені за вказівкою царя за обман. На честь цих подій євреї святкують Пурім.